# Моісеєнко Раїса Олександрівна
Раїса Олександрівна Моісеєнко (народилася 14 грудня 1963 року в місті Кадіївка Луганської області) – український лікар-педіатр і науковець, доктор медичних наук (з 2013), професор (з 2015).

## Життєпис
У 1987 році закінчила Донецький медичний інститут, а у 2004 році – Національну академію державного управління при Президентові України (Київ). 
Почала свою кар'єру лікаря у 1987. З 1995 обіймала керівні посади у Міністерстві охорони здоров'я України, зокрема, з 2008 року очолювала Департамент материнства, дитинства та санаторного забезпечення, а у 2011–2013 роках працювала першим заступником Міністра охорони здоров'я. З 2013 року вона є завідувачем кафедри дитячої неврології та медико-соціальної реабілітації в Національній медичній академії післядипломної освіти (Київ). 

## Науковець
Сфери її наукових інтересів включають організацію медичної допомоги в Україні, питання охорони материнства і дитинства, перинатальну допомогу, підтримку дітей з особливими потребами та розвиток паліативної медицини в педіатрії.

## Основні праці
1. Частота і структура захворюваності дітей в Україні та шляхи її зниження // Соврем. педиатрия. 2009. № 2(24);
2. Оптимізація системи надання медичної допомоги дітям і матерям в Україні: реалії і перспективи. К., 2013;
3. Основні напрямки реформування охорони здоров’я матерів та дітей в Україні та їх ефективність // Сучасні мед. технології. 2013. № 2;
4. Сучасні аспекти розвитку системи медико-соціальних послуг для уразливих груп дітей в Україні // УМЧ. 2015. № 1/2(105);
5. Актуальні проблеми організації допомоги дітям з інвалідністю в світі та в Україні // Соврем. педиатрия. 2015. № 3(67).